# Viktorji 2014
Podelitev nagrad viktor za leto 2014 je potekala 18. aprila 2015 v SNG Maribor z neposrednim televizijskim prenosom na Televiziji Slovenija. Vodil jo je Bojan Emeršič (to je bilo njegovo 4. vodenje viktorjev), pod scenarij se je podpisal Marko Naberšnik, režiral pa jo je Klemen Dvornik. Prireditev je potekala pod okriljem revije Stop in v organizaciji skupine medijev (pod novim imenom) Media24.

## Zmagovalci in nominiranci
Strokovni viktorji
- voditelj informativne tv-oddaje
  - Igor E. Bergant
  - Marcel Štefančič
  - Slavko Bobovnik
- informativna tv-oddaja
  - 24UR
  - Odmevi
  - Studio City
- otroška in mladinska tv-oddaja
  - Firbcologi
  - Male sive celice
  - Ribič Pepe
- zabavna tv-oddaja
  - Slovenija ima talent
  - Znan obraz ima svoj glas
  - Dobro jutro
- voditelj zabavne oddaje
  - Katarina Čas
  - Klemen Slakonja
  - Peter Poles

Viktorji popularnosti
- radijska postaja
  - Radio 1
  - Radio Aktual
  - Val 202
- radijska osebnost
  - Andrej Karoli
  - Blaž Švab
  - Denis Avdić
- glasbeni izvajalec ali skupina
  - Jan Plestenjak
  - Modrijani
  - Tanja Žagar
- tv-osebnost
  - Jani Muhič
  - Rosvita Pesek
  - Slavko Bobovnik

Viktor za obetavno medijsko osebnost
- Jernej Kogovšek

Viktor za življenjsko delo
- Milena Zupančič

## Podeljevalci
- voditelj informativne tv-oddaje: Polona Jambrek in Jure Godler
- informativna tv-oddaja: Marjana Ravnjak in Branko Maksimovič
- obetavna medijska osebnost: Marjan Kodelja in Ota Širca Roš
- otroška in mladinska tv-oddaja: Anja Markovič in David Urankar
- radijska postaja: Azra Selimanovič
- radijska osebnost: Ilka Štuhec
- glasbeni izvajalec: Natalija Kolšek in Klemen Bunderla
- zabavna tv-oddaja: Ana Klašnja in Miha Krušič
- voditelj zabavne tv-oddaje: Sanja Modrić in Klemen Kosi
- tv-osebnost: Tina Gorenjak
- viktor za življenjsko delo: Alfi Nipič

## Glasbene točke
- Hamo & Tribute2Love in Vlado Kreslin – Tiho
- Čuki – Bam bam bam
- Alfi Nipič in 6pack Čukur – Ostal bom muzikant
- Dan D in Ljudska fronta (Grega Skočir, Tone Kregar, Jernej Dirnbek, Tomi Meglič, Borut Marolt) – Kozlam